# Ghostwire: Tokyo
Ghostwire: Tokyo — пригодницький бойовик, розроблений Tango Gameworks та випущений Bethesda Softworks для PlayStation 5 та Microsoft Windows. Випуск відеогри відбувся 25 березня 2022 року.

## Сюжет
Майже всі громадяни Токіо загадково зникли, а потойбічні духи (відомі як Чужаки) вторглися в місто. Надприродні сили персонажа гравця починають проявлятися. Поки гравець бореться з духами, що переслідують місто, він стикається з групою в масках Хання, яка може розкрити таємницю дивних подій у Токіо.

## Розроблення
Вперше гра була представлена в червні 2019 року засновником Tango Gameworks Сіндзі Мікамі та креативним директором проєкту Ікумі Накамурою (яп. 中村育美) під час пресконференції Bethesda Softworks на Electronic Entertainment Expo. Тоді ж було показано перший тизер-трейлер відеогри, а в червні наступного року — перший ґеймплейний трейлер, у якому зокрема вказувалося, що випуск відеогри відбудеться 2021 року.
Через кілька місяців після анонсування відеогри, Ікумі Накамура пішла з посади креативного директора Ghostwire: Tokyo та покинула компанію. Як стало відомо пізніше з її повідомлень, Накамура покинула компанію через проблеми зі здоров'ям.
У липні 2021 року розробники повідомили, що випуск відеогри перенесено на початок 2022 року, щоб убезпечити команду та не ризикувати її здоров'ям. Ті, хто оформив попереднє замовлення на Deluxe Edition у PlayStation Store, отримали ранній доступ до гри 22 березня 2022 року Гра вийшла для PlayStation 5 і Windows 25 березня 2022 року.

## Оцінки
| Агрегатор  | Оцінка                 |
| ---------- | ---------------------- |
| Metacritic | PC: 77/100 PS5: 75/100 |

| Видання                   | Оцінка |
| ------------------------- | ------ |
| Destructoid               | 7.5/10 |
| Easy Allies               | 8/10   |
| Electronic Gaming Monthly | [ 20 ] |
| Game Informer             | 8/10   |
| GameRevolution            | [ 22 ] |
| GameSpot                  | 8/10   |
| GamesRadar+               | [ 24 ] |
| Hardcore Gamer            | 3.5/5  |
| IGN                       | 7/10   |
| PC Gamer (США)            | 72/100 |
| PCGamesN                  | 7/10   |
| PCMag                     | [ 29 ] |
| Push Square               | [ 30 ] |
| RPGamer                   | [ 31 ] |
| Shacknews                 | 9/10   |
| VentureBeat               | [ 33 ] |
| VG247                     | [ 34 ] |
| VideoGamer.com            | 7/10   |

Ghostwire: Tokyo отримала «загалом схвальні» відгуки від критиків, згідно з агрегатором рецензій Metacritic.
Рецензенти пов'язували відсутність полірування та застарілість елементів екшену гри з «іншою епохою дизайну екшенів», в той час як інші, хоч і позитивно оцінювали гру, визнавали вузьку цільову аудиторію через зазначені елементи.
Бої критикували за брак глибини через відсутність комбо, рудиментарне дерево навичок, повільні та неточні рухи, але хвалили за захопливу подачу, кінетичні відчуття та використання контролера DualSense. Рухи також критикували за повільність і неточність під час бою. Деякі оглядачі вважали, що зав'язка сюжету «Ghostwire: Tokyo» була значною мірою переконливою, а історія та персонажі були чітко прописані, але жоден з цих елементів не був повністю реалізований.
Багато видань також стверджували, що через деякий час гра здавалася особливо нецікавою і повторюваною, і що вона не змогла зробити нічого нового або цікавого зі своєю передумовою з точки зору ігрового процесу. Вони також вважали, що структура гри з очищенням воріт значною мірою повторюється, і критикували недостатньо використаний потенціал лінійно спроектованого відкритого світу. Візуальний стиль і тематика, атмосфера, щільний дизайн і компактний масштаб світу отримали високу оцінку.
Дехто хвалив побічні завдання за їхню дивакуватість, цікавий дизайн і коротку тривалість, тоді як інші критикували їх за те, що вони не запам'ятовуються і часто повторюються. Ворогів дуже хвалили за їхній моторошний дизайн, але критикували за брак різноманітності. Боси, зокрема, вважалися недостатньо вражаючими за своєю природою.
Перед випуском ряд видань відзначали технічні проблеми з ПК-версією гри.
Версія «Ghostwire: Tokyo» для PlayStation 5 стала шостим бестселером роздрібної торгівлі протягом першого тижня продажу в Японії з кількістю 10 144 проданих фізичних копій за цей період.